# Ljus är min stig då jag vandrar med dig
Ljus är min stig då jag vandrar med dig är en körsångstext av Anna Larsson musik av Philip Paul Bliss. 

## Publicerad i
- Frälsningsarméns sångbok 1968 som nr 86 i körsångsdelen under rubriken "Jubel, strid och erfarenhet".
- Frälsningsarméns sångbok 1990 som nr 850 under rubriken "Glädje, vittnesbörd, tjänst".